# August Jakobson
August Jakobson (Pärnu, 2 de setembro de 1904 – Tallinn, 23 de maio de 1963) foi um escritor e ativista político-social estoniano.

## Vida
August Jakobson nasceu em uma família de operários. Concluiu a sua educação básica em 1926 em Pärnu. Posteriormente estudou Economia de 1926 até 1929 na Universidade de Tartu e de 1931 até 1935 Medicina, sem contudo concluí-las.
Em 1939 Jakobson foi eleito para a presidência da Associação dos Escritores da Estônia. Nos primeiros anos da ocupação soviética da Estônia, Jakobson trabalhou de 1940/41 na redação do jornal Kommunist e foi chefe das editoras Ilukirjandus e Kunst. Antes da chegada da Wehrmacht na Estônia, Jakobson fugiu para a União Soviética. Lá ele organizou a vida cultural estoniana à serviço do Estalinismo.
De 1944 até 1946 e de 1950 até 1954 Jakobson foi presidente da Associação Soviética dos Escritores da Estônia (Eesti Nõukogude Kirjanike Liit). De 1950 até 1958 August Jakobson foi presidente do Presidium do Soviete Supremo da República Socialista Soviética da Estônia.

## Trabalhos literários
O primeiro trabalho literário de August Jakobson foi em 1927 com o romance Vaeste-Patuste alev, uma descrição naturalista da vida do trabalhador rural e urbano de seu tempo. Seguiram-se vários outros romances, contos, fábulas, novelas e peças de teatro. Sobretudo depois da Segunda Guerra Mundial Jakobson produziu um grande número de peças teatrais, que enfatizam o ponto de vista comunista de classe e a fidelidade ao partido. Elas ficaram muito conhecidas em todas as partes da União Soviética.

## Publicações mais importantes

### Romances
- "Vaeste-Patuste alev" (1927)
- "Tuhkur hobune" (1928–1933)
- "Kolme vaeva tee" (1930)
- "Andruksonide suguvõsa" (1931–1934)
- "Vana kaardivägi" (1935)
- "Metsalise rada" (1936)
- "Uus inimene" (1938)
- "Igavesed eestlased" (1937–1940)

### Coleção de novelas
- "Joonatan Hingemaa eksirännakud" (1930)
- "Kotkapoeg" (1932)
- "Reisijad lõppjaamas" (1934)
- "Reamees Mattias" (1935)
- "Üksiklased" (1935)
- "Esimesed meheteod" (1936)
- "Mälestusi laulvast kuldnokast" (1939)

### Peças teatrais
- "Viirastused" (1939)
- "Elu tsitadellis" (1946)
- "Võitlus rindejooneta" (1947)
- "Rooste" (1948)
- "Kaks leeri" (1948)
- "Meie elu" (1949)
- "Öö ja päeva piiril" (1950)
- "Šaakalid" (1952)
- "Kaitseingel Nebraskast" (1953)
- "Surmemine" (1953)
- "Vana tamm" (1955)

### Prosas
- "Tules ja veres" (1942)
- "Hiiglaste tee" (1944)
- "Sadam udu taga" (1945)
- "Aovalgus" (1946)
- "Tulikuum päev" (1949)
- "Kasvutung" (1949)

### Conto antológico
- "Ööbik ja vaskuss" (1947)